# 織田幹雄
織田幹雄（日语：／ Oda Mikio，1905年3月30日—1998年12月2日），日本田径运动员，亚洲第一位奥运会個人金牌得主，被日本視為田徑之神。

## 生平
织田出生于广岛县，他曾连续参加1924年、1928年和1932年三届奥运会的跳高、跳远和三级跳远比赛。他在1928年夏季奥林匹克运动会上以15米21的成绩夺得三级跳远金牌。1931年，织田自早稻田大学毕业后进入朝日新闻工作，年底跳出15米58，打破了三级跳远的世界纪录。
1964年夏季奥林匹克运动会在日本东京举行时，开幕式上，国际奥委会会旗被升到15米21的高度，以表示对织田历史性成就的敬意。

## 外部連結
- 奥运会上的织田干雄 （页面存档备份，存于）